# 開飯喇
開飯喇（英文：OpenRice），又名香港餐廳指南，由鍾偉民（Ray Chung），董瑞豹(Michael Tong) 及林俊而(Johnny Lam)於1999年共同創辦，初期為香港食肆評價網站，及後OpenRice發展為一站式餐飲資訊及餐飲服務線上平台。

## 網站介紹
「開飯喇」網站提供全港各區3萬多家大小食肆的資料，如酒店、快餐店和茶餐廳等，附有食評和相關照片，內容全部由網民和會員提供。惟網站所記載的資料和評分都僅作參考，內容觀點都是會員個人意見，評論食肆的「好」或「差」只是個人感覺經歷，又或者是食肆競爭對手抹黑。網站後來更推出手機版和iPhone App，並設Facebook專頁。
網站聲稱其每月瀏覽用戶超過300萬，網頁瀏覽量高達8,300萬頁次，註冊會員超過45萬名，食評50萬篇。而據Alexa的統計資料分析，OpenRice在全港網站中排行第29，約66%的流量來自香港。
2005年3月29日日本Kakaku公司參照「開飯喇」的評分方式，創立類似網站「食落格」。
開飯喇在2009年12月開設英文版。2010年業務擴展至中國大陸，覆蓋了深圳、廣州、上海、北京等十多个個城市，海外分站還包括馬來西亞、印尼、菲律賓、新加坡、泰國、澳門、台灣、日本。

2018年1月17日螞蟻金服宣佈，與香港飲食資訊平台開飯喇成為戰略合作夥伴，並入股開飯喇，持有20%股份。

## 營運商資料
《開飯喇》由 JDB Holdings Limited 經營。根據開飯喇官方網站介紹，該集團其它業務包括JobsDB.com，其通訊地址在北角英皇道泓富產業千禧廣場。

## 與外部網站的聯繫
OpenRice與中原地圖和Google地圖也有合作。在中原地圖裡的飲食資料來源自OpenRice。網站中亦可透過Google地圖顯示餐廳所在位置。

## 獎項
開飯喇於2009年參加由香港資訊科技商會舉辦的「2009香港資訊及通訊科技獎」，並於「最佳生活時尚（網絡社交）」界別中奪得銀獎。

## 相關產品及服務

### 產品
1. OpenRice.com （页面存档备份，存于） 入門網站
2. OpenRice 手機應用程式
3. OpenRice Biz 餐廳管理系統

### 服務
1. 餐廳資訊查詢
2. 用户生成内容 (包括: 食評、餐廳評分、相片上載等)
3. 訂座
4. 餐飲券
5. 堂食點餐
6. 外賣自取
7. 排隊叫號
8. 用餐結賬支付 (Pay-at-table)[14]
9. 聚合(離線)支付 (Spot Payment)
10. 餐飲招聘平台

## 相關
- 香港飲食文化